# Симфонія № 10 (Шостакович)
Симфонія № 10 мі мінор, тв. 93 — симфонія Дмитра Дмитровича Шостаковича вперше виконана 17 грудня 1953 року Ленінградським симфонічним оркестром під керуванням Є.Мравінського.

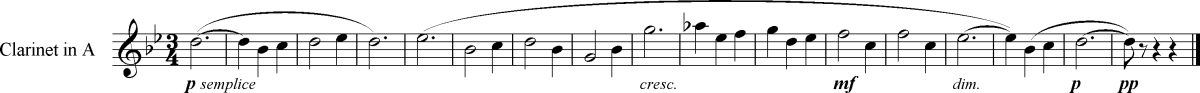
Друга тема першої частини

Симфонія складається з чотирьох частин, загальною тривалістю близько 50 хвилин:
1. Moderato
2. Allegro
3. Allegretto
4. Andante — Allegro

## Характеристика
Ця симфонія стала першим симфонічним твором Шостаковича з часу його другого публічного осуду в 1948 році. В цьому контексті доречна паралель із П'ятою симфонією, що з'явилась після першого осуду 1936 року.
Перший і найдовша частина написана в повільному темпі у сонатній формі. Як і у своїй П'ятій симфонії, Шостакович цитує один із своїх творів на слова О.Пушкіна: а саме Op. 91: Чотири монологи на вірші Пушкіна для басу та фортепіано (1952), пі «Як мене звати?». Ця тема особистої ідентичності знову підхоплюється у третій та четвертій частинах.
Друга частина — коротке і швидке скерцо із синкопованими ритмами та нескінченними пасажами шіснадцятками. У книзі «Свидетельство» С. Волков зазначає:
Я зобразив Сталіна наступній симфонії, № 10. Я написав її відразу після смерті Сталіна, і ще ніхто не здогадався, про що симфонія. Йдеться про Сталіна та сталінські роки. Друга частина — скерцо — це музичний портрет Сталіна, грубо кажучи. Звичайно, в ньому є багато іншого, але це основа.
Однак біограф Шостаковича Лорел Фей писала: «Я не знайшла підтверджень того, що така конкретна програма або була задумана, або сприймалася під час композиції та першого виступу.» Музикознавець Річард Тарускін назвав це твердження «сумнівним відкриттям, про яке раніше ніхто не підозрював ні в Росії, ні на Заході». Елізабет Вілсон додає: «Десяту симфонію часто читають як коментар композитора про недавню сталінську епоху. Але, як це часто відбувається в мистецтві Шостаковича, виклад зовнішніх подій протиставляється особистому світу його найглибших почуттів».
Третя частина ноктюрн побудована на двох кодах: DSCH, що представляє Шостаковича, та тема Ельміри:
Якщо цю тему виконати квінтою нижче, вона утворить послідовність «E La Mi Re A», тобто закодоване ім'я Ельміри (записано комбінованою нотацією). Цей мотив, що звучиь у симфонії 12 разів, представляє Ельміру Назірову, студентку композитора, в яку він був закоханий. Сам автор у листі до Назірової вказував на схожість цієї теми до теми з першої частини циклу Г. Малера «Пісні про землю» (listenⓘ), яка відкриває цикл і згодом звучить в кульмінації в партії соліста, що оспівує голос мавпи «у солодкому ароматі життя.»

## Дискографія
| Оркестр                              | Диригент            | Лейбл                             | Рік                        | Формат   |
| ------------------------------------ | ------------------- | --------------------------------- | -------------------------- | -------- |
| Нью-Йоркський філармонічний оркестр  | Дімітріс Мітропулос | CBS                               | 1953                       | CD       |
| Берлінський філармонічний оркестр    | Герберт фон Караян  | DG                                | Два записи: 1967 & 1981    | CD       |
| Ленінградський філармонічний оркестр | Євген Мравінський   | Мелодія                           | 1976 живий запис           | CD       |
| Оркестр Брюссельської філармонії     | Алі Рахбарі         | Naxos                             | 1989                       | CD       |
| Лондонський філармонічний оркестр    | Бернард Хайтінк     | Decca                             | 1977                       | CD       |
| Лондонський філармонічний оркестр    | Бернард Хайтінк     | Лондонський філармонічний оркестр | 1986 живий запис BBC Proms | CD       |
| Філадельфійський оркестр             | Маріс Янсонс        | EMI Classics                      | 1994                       | CD       |
| Оркестр Консертгебау                 | Маріс Янсонс        | RCO Live                          | 2013                       | CD       |
| Королівський філармонічний оркестр   | Френк Шипвей        | Royal Philharmonic Masterworks    | 2009                       | CD       |
| Оркестр берлінського концертхауса    | Курт Зандерлінг     | Berlin Classics                   | 2/1977                     | CD [ADD] |
| NZ Symphony Orchestra                | Antal Doráti        |                                   | 1973                       | CD       |